# Iglesia de San Salvador (Madrid)
La iglesia de San Salvador fue uno de los diez antiguos templos de Madrid que aparece descrita en el fuero del año 1202. Se encontraba inicialmente en la calle Mayor adyacente a la plaza de la Villa. La parroquia se agrupa en la parroquia de San Salvador y San Nicolás ubicada actualmente en la madrileña plaza de Antón Martín, que reagrupa los feligreses de San Nicolás. En su recinto se enterraron personajes como Pedro Calderón de la Barca, Antonio Ponce de León, duque de Arcos o el conde de Campomanes. 

## Historia
Se desconoce la fecha de construcción de la iglesia. Su aparición en el anexo del fuero de Madrid de 1202 la convierte en una de las más antiguas, junto otros diez templos. Poseía una gran torre que se denominaba la atalaya de la Villa. El Concejo de la Villa se celebraba en las dependencias de esta iglesia, en concreto en la cámara de ayuntamiento. El gremio de los plateros estuvo muy vinculado al templo.
En 1843 el templo del Salvador fue derribado por estado ruinoso con lo que la parroquia tuvo que trasladarse a la vecina iglesia de San Nicolás, y allí estuvo hasta que en el arreglo parroquial de 1891 se decretó su traslado a la que había sido iglesia del antiguo hospital de San Juan de Dios en la calle Atocha. La nueva parroquia se llamó de San Salvador y San Nicolás, fue incendiada en 1936 y reconstruida en 1948.